# Ron Dean
Ron Dean (Chicago, 15 agosto 1938) è un attore statunitense.

## Biografia
Noto per aver interpretato spesso detective e altri personaggi delle forze dell'ordine, è apparso in film come Risky Business - Fuori i vecchi... i figli ballano, Breakfast Club, Cocktail, The Babe - La leggenda, Il fuggitivo, Il cliente e Il cavaliere oscuro.

## Filmografia parziale

### Cinema
- The Last Affair, regia di Henri Charr (1976)
- Breakfast Club (The Breakfast Club), regia di John Hughes (1985)
- Nico (Above the Law), regia di Andrew Davis (1988)
- Cocktail, regia di Roger Donaldson (1988)
- Uccidete la colomba bianca (The Package), regia di Andrew Davis (1989)
- Il fuggitivo (The Fugitive), regia di Andrew Davis (1993)
- Il cliente (The Client), regia di Joel Schumacher (1994)
- 35 Miles from Normal, regia di Mark Schwahn (1997)
- Il cavaliere oscuro (The Dark Knight), regia di Christopher Nolan (2008)
- Sam Steele and the Crystal Chalice, regia di Tom Whitus (2011)
- The Voices from Beyond, regia di Tony DeGuide (2012)

### Televisione
- La signora in giallo (Murder, She Wrote) – serie TV, episodio 12x11 (1995)
- Ultime dal cielo (1996-1997)
- Cold Case - Delitti irrisolti (Cold Case) – serie TV, episodio 3x04 (2005)

## Doppiatori italiani
Nelle versioni in italiano delle opere in cui ha recitato, Ron Dean è stato doppiato da:
- Renato Mori ne Il fuggitivo, Frasier (ep. 5x10), CSI - Scena del crimine
- Sandro Sardone in Frasier (ep. 1x15), Il cliente
- Romano Ghini in Breakfast Club
- Dante Biagioni in Lady Blue
- Bruno Alessandro in Nico
- Sergio Rossi in Cocktail
- Gianni Marzocchi in Uccidete la colomba bianca
- Alessandro Rossi in Rudy - Il successo di un sogno
- Sandro Iovino in Frasier (ep. 2x13)
- Glauco Onorato in La signora in giallo
- Emidio La Vella ne Il cavaliere oscuro
- Vittorio Amandola in Crime Story - Le strade della violenza (ridoppiaggio)